# La casa de los cuervos
La casa de los cuervos es una película argentina en blanco y negro dirigida por Carlos Borcosque sobre guion de Gustavo Martínez Zuviría sobre su novela homónima que se estrenó el 29 de abril de 1941 y que tuvo como protagonistas a Amelia Bence, Silvia Legrand, Elsa O'Connor y Luis Aldás. En 1923 Eduardo Martínez de la Pera y Enrique Gunche habían dirigido una versión sin sonido con el mismo título.

## Sinopsis
Un militar enrolado en las filas revolucionarias tiene un romance con una mujer que resulta haber estado casada con un hombre al que el militar había matado.

## Reparto
Colaboraron en la película los siguientes intérpretes:
- Luis Aldás
- Amelia Bence
- Juan Bono
- Darío Cossier
- Amelia Mirel
- Enrique Giacovino
- Emilio Gola
- Miguel Gómez Bao
- Silvia Legrand
- Elsa O'Connor
- Joaquín Petrocino
- Elisardo Santalla
- Froilán Varela
- Vilma Vidal
- Jorge Villoldo

## Comentarios
Para La Prensa es una película en la que "está bien la adaptación ....mantiene bien su espíritu, su ambiente en tanto el crítico de La Nación opinó: "un elenco bien provisto ...contribuye a suavizar la impresión de pesadez y lentitud que en muchos momentos se advierten en la película".

## Premio
Por esta película la Academia de Artes y Ciencias Cinematográficas de la Argentina le otorgó el premio Cóndor Académico a la mejor actriz de reparto de 1941 a Amelia Bence.